# Antolín Monescillo y Viso
Antolín Monescillo y Viso (ur. 2 września 1811 w Corral de Calatrava, zm. 11 sierpnia 1897 w Toledo) – hiszpański kardynał.

## Życiorys
Urodził się 2 września 1811 roku w Corral de Calatrava, jako syn Nicasia Monescillo i Maríi Viso. Studiował w Toledo, gdzie uzyskał doktorat z teologii. 22 lipca 1861 roku został biskupem Calahorry, a 6 października przyjął sakrę. Cztery lata później został przeniesiony do diecezji Jaén. W 1877 roku został arcybiskupem Walencji. 10 listopada 1884 roku został kreowany kardynałem prezbiterem i otrzymał kościół tytularny Sant’Agostino. W 1892 roku został przeniesiony do archidiecezji Toledo, otrzymując jednocześnie patriarchat Indii Zachodnich. Zmarł 11 sierpnia 1897 roku w Toledo.